# قوات الدفاع الملكية الدنماركية

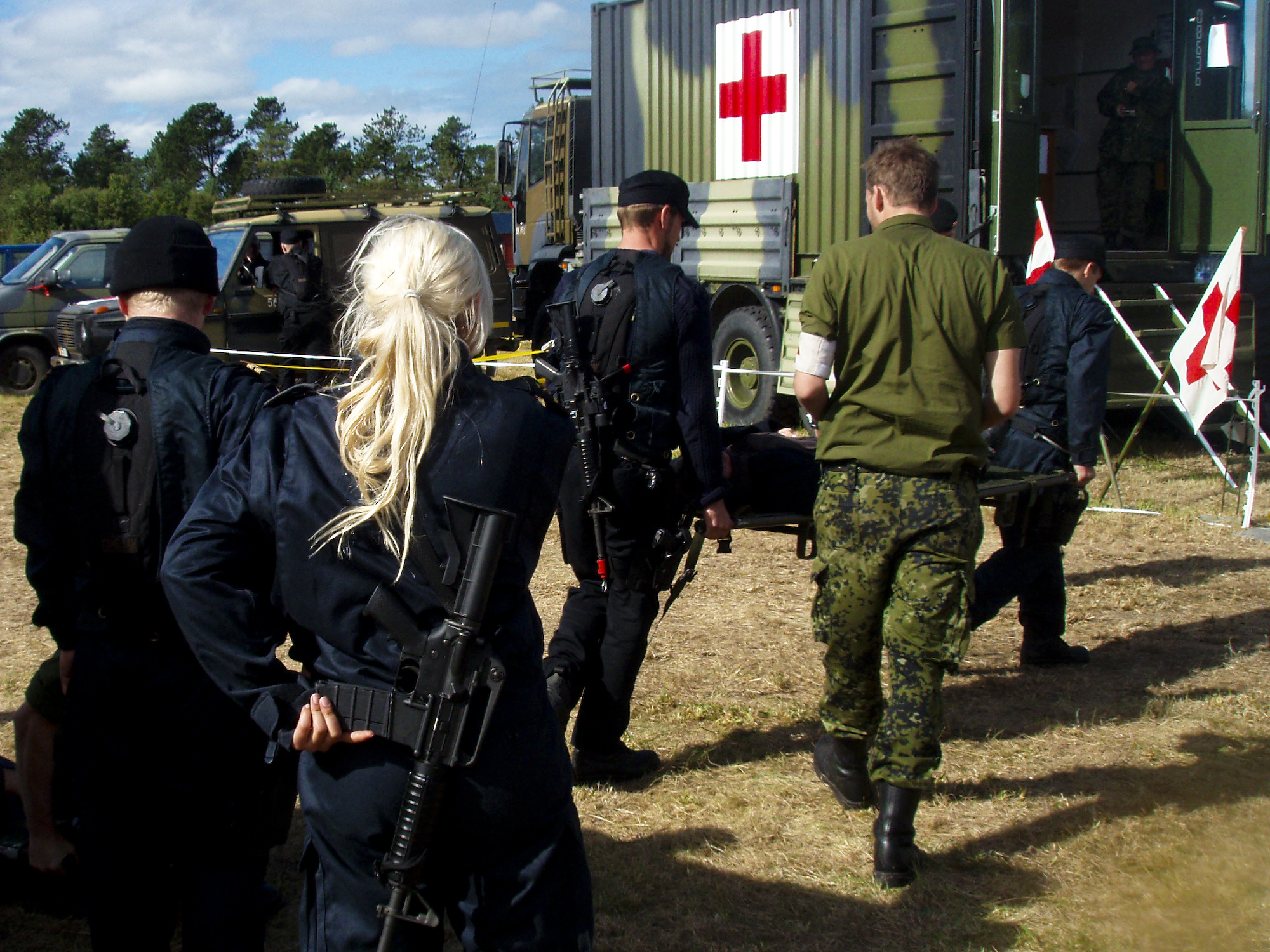
الدانماركية الجيش والبحرية العاملين في مجتمعة / المشتركة ممارسة DANEX / DRO '07

مكلف الدفاع عن مملكة الدنمارك: القوات المسلحة للمملكة الدنمارك، والمعروفة باسم القوات الدفاع الملكية الدنماركية (Forsvaret الدنماركية).
رئيس هيئة الدفاع هو رئيس القوات المسلحة الملكية الدنماركية، ورئيس قيادة الدفاع الذي تديره وزارة الدفاع. دستوريا، وقائد أعلى للقوات المسلحة هو رئيس الدولة (الملكة مارغريت الثانية)، في الممارسة، فإن مجلس الوزراء. أيضا، يمكن مجلس الوزراء من حشد للقوات المسلحة، لأغراض ليست موجهة بدقة الدفاع، من دون موافقة البرلمان.
الدنمارك لديها أيضا مفهوم «الدفاع التام» (الدانماركية: Totalforsvar) [3].

## الغرض والمهمة
يتم تعريف الغرض والمهمة للقوات المسلحة الدانمرك في القانون رقم 122 27 فبراير 2001 والمعمول به منذ 1 مارس 2001. 3 أنها تحدد أهداف والمهام 6.
الغرض الأساسي هو منع الصراعات والحروب، والحفاظ على سيادة الدنمارك، وتأمين استمرار وجود وسلامة المملكة والدنمارك مستقلة عن مزيد من التطور السلمي في العالم فيما يتعلق بحقوق الإنسان.
مهامها الأساسية هي، والمشاركة في منظمة حلف شمال الأطلسي وفقا لاستراتيجية الحلف، والكشف عن صد أي انتهاك سيادة الأراضي الدنماركية (بما في ذلك غرينلاند وجزر فارو)، والدفاع، بالتعاون مع المنظمات غير أعضاء حلف شمال الأطلسي، ولا سيما بلدان أوروبا الوسطى والشرقية، والدولية البعثات في مجال منع نشوب الصراعات والأزمات والتحكم والإنسانية، وصنع السلام وحفظ السلام والمشاركة في الدفاع بالتعاون مع مجموع الموارد المدنية والحفاظ على قوة كبيرة في النهاية لتنفيذ هذه المهام في جميع الأوقات.

## ميزانية الدفاع
منذ عام 1988، تم تعيين الدنماركي ميزانيات الدفاع والسياسة الأمنية التي اتفاقات متعددة السنوات التي تدعمها أغلبية برلمانية واسعة بما في ذلك أحزاب الحكومة والمعارضة. لكن المعارضة الشعبية للزيادات في الانفاق على الدفاع—قد خلق الخلافات بين الأحزاب السياسية فيما يتعلق بمستوى مقبول على نطاق واسع من نفقات الدفاع الجديد—خلال فترة عندما القيود الاقتصادية تتطلب تخفيض الإنفاق على الرعاية الاجتماعية.
وقد وقع الاتفاق وزير الدفاع الأخير («اتفاق الدفاع 2005-2009») 10 يونيو 2004، ويدعو إلى إعادة بناء كبيرة من الجيش بأكمله من الآن حول هيكل الدعم 60 ٪ و 40 ٪ قدرات قتالية التنفيذية، هو أن تكون 40 ٪ هيكل الدعم و 60 ٪ قدرات قتالية التشغيلية. على سبيل المثال مزيد من الجنود وعدد أقل من مكافحة 'paper' الجنود. يتم زيادة سرعة رد الفعل، مع لواء كامل على استعداد الاستعداد، والقوات المسلحة تحتفظ بالقدرة على نشر 2000 جندي باستمرار في الخدمة الدولية أو 5000 على مدى فترة زمنية قصيرة. يتم تعديل مستوى التجنيد الإلزامي. عموما هذا يعني عددا أقل من المجندين وقتا أقل في خدمة لهم، وفقط أولئك الذين اختاروا أن يستمر في رد فعل النظام بالقوة.

## الفروع
- الجيش الملكي الدنماركي—Hæren (HRN)
- القوات البحرية الملكية الدنماركية—Søværnet (SVN)
- سلاح الجو الملكي (الدنمارك)—Flyvevåbnet (FLV)
- الحرس الملكي (الدنمارك)—Hjemmeværnet (HJV)

## القوات الخاصة
- Jægerkorpset—وحدة أرضية تستند تسلل.
- Frømandskorpset -- برمائية الهجوم وحدة التسلل.
- Slædepatruljen سيريوس -- القطب الشمالي زلاجات الكلاب وحدة دوريات الحدود الشرقية لغرينلاند.

## الانتشار الحالي
- الحالي نشر القوات الدنماركية:-

1. تقريبا. 30 من قوات الحرس الرئيسية في كوسوفو المشاركة في قوة حلف شمال الأطلسي في كوسوفو (كفور)، وحراسة المعسكر الفرنسي نوفو سيلو
2. تقريبا. 748 جندي في أفغانستان [6]
3. تقريبا. 140 جندي في لبنان المشاركة في قوة الأمم المتحدة المؤقتة في لبنان (اليونيفيل).
4. تقريبا. 168 جندي اضافي لحلف الناتو البحرية الدائمة الفريق جبهة الخلاص الوطني 1.
5. تقريبا. 130 من الجنود والطائرات المقاتلة F - 16 six المشاركة في التدخل العسكري في ليبيا 2011.

## وصلات خارجية
- Danish Defence
- Army Operative Command
- Army Materiel Command
- One for all, all for one? New Nordic Defence Partnership? Publication from the Nordic Council of Ministers. Free download.